# Hradisko (přírodní památka, okres Prievidza)
Hradisko je přírodní památka v katastrálním území Hradec města Prievidza v okrese Prievidza v Trenčínském kraji na Slovensku. Území bylo vyhlášeno v roce 1973 a jeho rozloha je 1,71 hektaru. Předmětem ochrany bradlo tvořené pyroxenovými andezity, původně obklopené pyroklastiky.